# Kids on Tour
Kids on Tour war ein Angebot zur Begleitung allein reisender Kinder.
Das Angebot wurde von 2003 bis 2021 von der Bahnhofsmission in Zusammenarbeit mit der Deutschen Bahn angeboten. In diesem Zeitraum wurden annähernd 100.000 Kinder auf ihrer Fahrt begleitet. Es richtete sich an allein reisende Kinder im Alter von 6 bis einschließlich 14 Jahren. Geschulte Ehrenamtliche der Bahnhofsmission begleiteten die Kinder während ihrer Reise, wobei ein Mitarbeiter für maximal fünf Kinder verantwortlich war.
Der Service bestand freitags und sonntags. Die angebotenen Züge wurden unter dem Aspekt ausgewählt, dass Kinder am Freitagmittag zu Verwandten oder Freunden reisen und am Sonntag wieder die Heimreise antreten konnten. Das Angebot bestand auf folgenden Linienabschnitten von DB Fernverkehr:
- Hamburg – Stuttgart
- Hamburg – Berlin
- Hamburg – Köln
- Köln – München
- Frankfurt – Basel SBB
- Frankfurt (Main) – Leipzig
- Frankfurt (Main) – Berlin
- Düsseldorf – Berlin
- München – Berlin

Unterwegs konnten die Kinder an allen fahrplanmäßigen Halten der Züge, die eine ortsansässige Bahnhofsmission haben, zusteigen oder abgeholt werden. In Basel SBB bestand eine Kooperation mit der dortigen Bahnhofshilfe.
Kids on Tour war kontingentiert. Es wurden pro Verbindung 10 Plätze angeboten. Freiwerdende Plätze auf Unterwegsbahnhöfen konnten ab dem Ausstiegsbahnhof wieder gebucht werden. Der Dienst musste eingestellt werden, weil die gemeinnützig arbeitenden Bahnhofsmissionen finanzielle Defizite nicht mehr ausgleichen und eine vollständige digitale Integration in das Buchungssystems der Deutschen Bahn zeitgerecht nicht realisiert werden konnte. Aufgrund zweimaliger Unterbrechungen des Dienstes während der Pandemie 2020 und 2021 litt auch der Einsatz derjenigen Ehrenamtlichen, die an den Wochenenden in der Reisebegleitung eingesetzt waren.